# С-4 (комбайн)

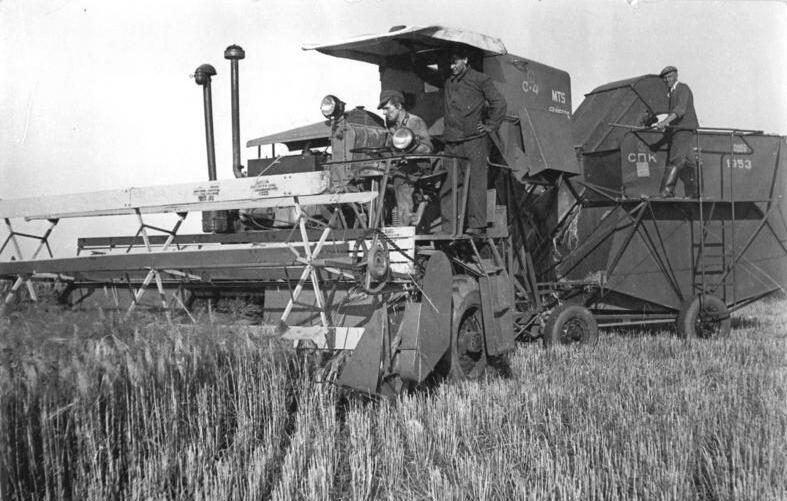
Комбайн С-4 на уборке ячменя, 1953 год, ГДР

С-4 — советский самоходный зерноуборочный комбайн.
Разработка комбайна была проведена в 1946 году группой конструкторов под руководством М. А. Пустыгина и И. С. Иванова, опытные образцы (3 шт.) изготавливались на заводе ЗВИ. Все работы были выполнены в чрезвычайно сжатые сроки, менее чем за 4 месяца. Были проведены полевые испытания опытных образцов с положительными результатами, в конце 1946 года СМ СССР принял постановление № 2764 об организации серийного производства комбайна на пяти заводах.
Опытные образцы комбайна имели обозначение «ЖМС-4» (жатка-молотилка самоходная, ширина захвата 4 м), которое в производстве было сокращено до «С-4» (самоходный), также использовалось обозначение «С-4,0».
С 1947 года комбайны С-4 выпускались Красноярским комбайновым заводом, Тульским комбайновым заводом, до 1955 года заводом «Сызраньсельмаш», Таганрогским комбайновым заводом, до 1951 года Казанским авиазаводом № 387, Златоустовским заводом № 259 (1948—1951). Всего было выпущено 215480 комбайнов, с 1947 по 1955 год под маркой «С-4» 152670 шт., а с 1956 по 1958 под маркой «С-4М» 62810 шт.
В 1956—1957 гг. выпускался комбайн С-4МП на полугусеничном ходу, всего было изготовлено 3090 шт.
В нескольких странах Восточной Европы (СЭВ), на основе советской технической документации, были разработаны и поставлены на производство аналоги комбайна С-4: в ГДР «E-173» (Fortschritt), в ЧССР «ZM-300» (Agrostroj Prostejov), в ВНР «AC-400» (EMAG), в ПНР «ZMS-4» (FMZ).
.

## Технические особенности
Комбайн имел Т-образный тип, жатку с шириной захвата 4 метра и бензиновый двигатель ЗИС-5К мощностью 53 л. с.
Пуск двигателя осуществлялся стартером. Ёмкость бункера составляла 1,75 кубических метра. Разгрузка бункера осуществлялась самотёком через лотковый спуск.
Восьмискоростная коробка передач позволяла комбайну двигаться со скоростью от 1,7 до 14,6 км/час. Привод осуществлялся на передние колёса. Колея ведущих колёс 2430 мм, управляемых задних — 1000 мм; дорожный просвет 230 мм.
Комбайн имел молотильный барабан, клавишный соломотряс, очистительное устройство.
Для сбора соломы и пловы комбайн имел навесной или прицепной копнитель. Разравнивание и уплотнение соломы в прицепном копнителе производилось рабочими. В том случае, когда не требовался сбор соломы, а только половы, в копнителе устанавливался лоток, по которому солома сходила на стерню.
|  |  |  |

Комбайн «С-4М» отличался от «С-4» тем, что имел копирующую жатку, гребенчатый отбойный битер молотилки с прутковой решёткой. Вместо выгрузки зерна из бункера самотёком стал применяться выгрузной шнек, при этом можно было разгружать бункер на ходу. Вылет шнека от стенки бункера до выгрузного отверстия составлял 1960 мм, высота шнека — 2470 мм.